# Alargador

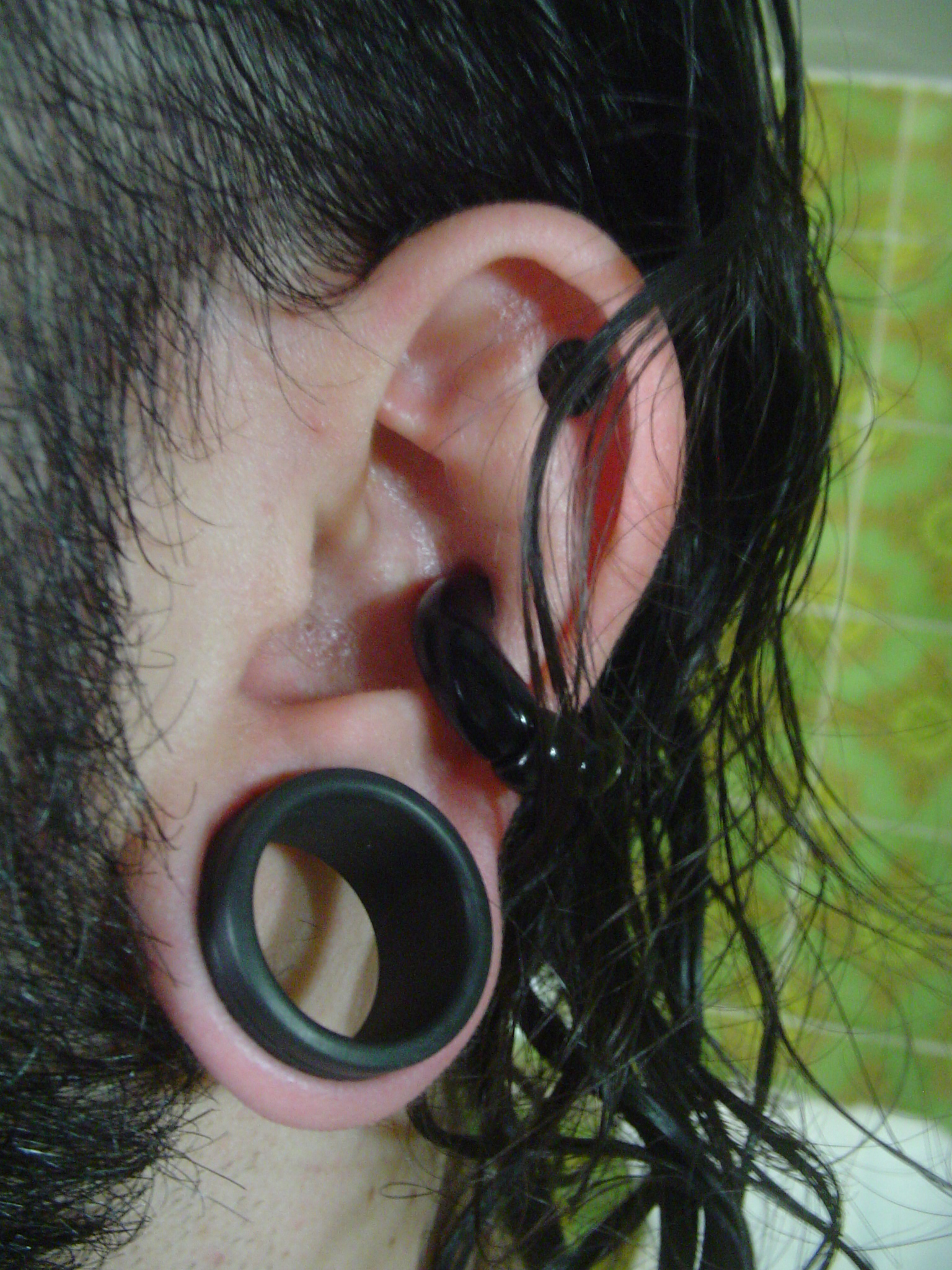
Exemplo de alargador

Um alargador, no contexto de modificação corporal, é uma peça curta e cilíndrica de joia comumente usada em piercings corporais de calibre maior. Devido ao seu tamanho — que costuma ser substancialmente mais grosso do que um brinco de metal padrão — os alargadores podem ser feitos de quase qualquer material. Vidro, acrílico, metal, madeira, osso, pedra, silicone ou porcelana são todos materiais potenciais para alargadores.